# Jonathan Wells
John Corrigan „Jonathan“ Wells (19. září 1942 New York – 19. září 2024) byl americký molekulární biolog, religionista a člen Discovery Institute. Je autorem knihy Ikony evoluce, prominentním propagátorem inteligentního designu, oponentem evoluce a členem Církve sjednocení.

## Vzdělání a odborná působnost
Jonathan Wells má dva doktoráty – z molekulární a buněčné biologie z Kalifornské univerzity v Berkeley a z oboru religionistiky z Yaleovy univerzity. Působil jako postdoktorální výzkumný biolog na Kalifornské univerzitě v Berkeley a jako odborný dohlížitel v lékařské laboratoři ve Fairfieldu v Kalifornii. Také vyučoval biologii na Kalifornské státní univerzitě v Haywardu.

## Publikační činnost
Wells je autorem článků pro periodika Development, Proceedings of the National Academy od Sciences, USA, BioSystems, The Scientist a the American Biology Teacher. Je také autorem knih Charles Hodge's Critique of Darwinism (Edwin Mellen Press, 1988) a Ikony evoluce: proč je většina toho, co se učí o evoluci, špatně (české vydání Návrat domů, 2005).
Wells pracoval na knize zabývající se kritikou přílišného důrazu na geny v biologii a medicíně.

## Kontroverze
V roce 1991 Wells a jeho mentor Phillip E. Johnson podepsali petici, jejíž plné znění je:
Většina veřejnosti věří, že retrovirus zvaný HIV způsobuje skupinu nemocí nazývanou AIDS. Mnoho biochemiků tuto hypotézu zpochybňuje. Navrhujeme, aby vhodná nezávislá skupina důkladně přehodnotila důkazy pro a proti této hypotéze. Dále navrhujeme, aby byly navrženy a provedeny kritické epidemiologické studie.

Wells a Johnson byli spolu s ostatními signatáři kritizováni za zpochybňování vědeckého a lékařského konsenzu, že HIV způsobuje AIDS. V časopise Washington University Law Quarterly kritici Matthew J. Brauer, Barbara Forrestová a Steven G. Gey obvinili Wellse, Johnsona a další z popírání vztahu mezi HIV a AIDS a z podporování popírání pomocí petice, která je určená ke sbírání publicity, ale která postrádá vědeckou podporu.